# 에히메현 제4구
에히메현 제4구(愛媛県 第4区)는 일본의 중의원 선거구이다. 1994년 공직선거법으로 신설되었다.

## 지역
- 우와지마시
- 야와타하마시
- 오즈시
- 이요시
- 세이요시
- 가미우케나군
- 기타 군
- 니시우와군
- 기타우와군
- 미나미우와군

## 역대 중의원 의원
- 야마모토 고이치 (소속정당: 자유민주당, 임기: 1996년 ~ 2021년)